# نوراغامي
نوراغامي (باليابانية: ノラガミ، بالروماجي: Noragami) هي سلسلة مانغا يابانية من تأليف آداتشيتوكا نشرت من قبل كودانشا في مجلة شونن الشهرية، صدرت في 6 ديسمبر عام 2010، وتم تجميع المانغا في 19 مجلد تانكوبون صدر في 15 يوليو 2011 و 15 يوليو 2016. أنتجت إلى أنمي تلفزيوني من قبل استديو بونز، عرض في 5 يناير عام 2014 حتى 23 مارس عام 2014، وتكون من 12 حلقة + 2 أوفا، وأنتج استوديو بونز جزء ثاني للأنمي أسمه نوراغامي أراغوتو (باليابانية: ノラガミ، بالروماجي: ARAGOTO)، عرض في 2 أكتوبر عام 2015 حتى 25 ديسمبر 2015، وتكون من 13 حلقة + 2 أوفا.

## القصة
هيوري إيكي طالبة في مدرسة المتوسطة، تعرضت لحادث حافلة أثناء محاولتها حماية شخص غريب. تسببت هذه الحادثة في أن تنحدر روحها من جسدها بشكل متكرر، وتصبح على دراية بوجود عالمين متوازيين: الشاطيء القريب، حيث يقيم البشر والمخلوقات الأخرى، والشاطئ البعيد، حيث تعيش الشياطين والأرواح البشرية. تقابل الإله الغريب المجهول بدون ضريح ياتو. وهو مصمم على جعل اسم لنفسه هناك من خلال قبول أي رغبات للناس مقابل 5 ين، بما في ذلك هيوري لإصلاح جسدها. ومع ياتو سلاح من روح إنسانية اسمه يوكيني، ويمر الثلاثي بالعديد من المغامرات التي تكافح بصداقتهم وهويتهم وماضيهم.

## الشخصيات

### الشخصيات الرئيسية
ياتو (باليابانية: 夜卜، بالروماجي: Yatō)
مؤدي الصوت: هيروشي كاميا
الجنس: ذكر
العمر: 1000+
هيوري إيكي (باليابانية: 壱岐 ひより، بالروماجي: Iki Hiyori)
مؤدية الصوت: مآيا أوتشيدا
الجنس: أنثى
العمر:16عاما
يوكيني (باليابانية: 雪音، بالروماجي: Yukine)
مؤدي الصوت: يوكي كاجي
الجنس: ذكر
العمر: 14 عاما(قبل الوفاة)

### الملوك
كوفوكو (باليابانية: 小福، بالروماجي: Kofuku)
مؤدية الصوت: أكي تويوساكي
بيشامونتين (باليابانية: 毘沙門天، بالروماجي: Bishamonten)
مؤدية الصوت: ميوكي ساواشيرو
رابو (باليابانية: 蠃蚌، بالروماجي: Rabō)
مؤدي الصوت: تاكاهيرو ساكوراي
إيبيسو (باليابانية: 恵比寿، بالروماجي: Ebisu)
مؤدي الصوت: ريوتارو أوكيايو
أوكونينوشي (باليابانية: 大国主، بالروماجي: Ōkuninushi)
مؤدي الصوت: شونسكي ساكويا

### الأسلحة الملكية
مايو (باليابانية: 真喩، بالروماجي: Mayu)
مؤدية الصوت: أسامي إيماي
كازوما (باليابانية: 兆麻، بالروماجي: Kazuma)
مؤدي الصوت: جون فوكوياما
دايكوكو (باليابانية: 大黒، بالروماجي: Daikoku)
مؤدي الصوت: دايسكي أونو
نورا (باليابانية: 野良، بالروماجي: Nora)
مؤدية الصوت: ريي كوغيميا
كوراها (باليابانية: 囷巴، بالروماجي: Kuraha)
مؤدي الصوت: كازوهيكو إينوي
كوغاها (باليابانية: 陸巴، بالروماجي: Kugaha)
مؤدي الصوت: تاكانوري هوشينو
آيها (باليابانية: 藍巴، بالروماجي: Aiha)
مؤدية الصوت: هيساكو توجو
أكيها (باليابانية: 秋巴، بالروماجي: Akiha)
مؤدي الصوت: شينيا تاكاهاشي
كاروها (باليابانية: 刈巴، بالروماجي: Karuha)
مؤدية الصوت: ساتومي أكيساكا
كينوها (باليابانية: 紝巴، بالروماجي: Kinuha)
مؤدية الصوت: كانامي ساتو
تسوغوها (باليابانية: 紹巴، بالروماجي: Tsuguha)
مؤدية الصوت: أري أوزاوا
يوغيها (باليابانية: 靫巴، بالروماجي: Yugiha)
مؤدي الصوت: ماريكو هيغاشيوتشي

### آخرون
تسويو (باليابانية: 梅雨، بالروماجي: Tsuyu)
مؤدية الصوت: ساوري هايامي
كوتو فوجيساكي (باليابانية: 藤崎 浩人، بالروماجي: Kouto Fujisaki)
مؤدي الصوت: كايتو إيشيكاوا
موتسومي (باليابانية: 睦美، بالروماجي: Mutsumi)
مؤدية الصوت: ميكاكو كوماتسو

## وصلات خارجية
- الموقع الرسمي (باليابانية)
- نوراغامي عند فنميشن
- نوراغامي عند Sakura Soft

نوراغامي على موقع ANN manga (الإنجليزية)